# Strachomino
Strachomino (en allemand : Strachmin) est une localité polonaise de la gmina rurale de Będzino, située dans le powiat de Koszalin en voïvodie de Poméranie-Occidentale. 

## Géographie
Le village dans la région historique de Poméranie ultérieure, à environ 13 km à l'ouest de la ville de Koszalin et 128 km au nord-est de la capitale régionale Szczecin.

## Histoire

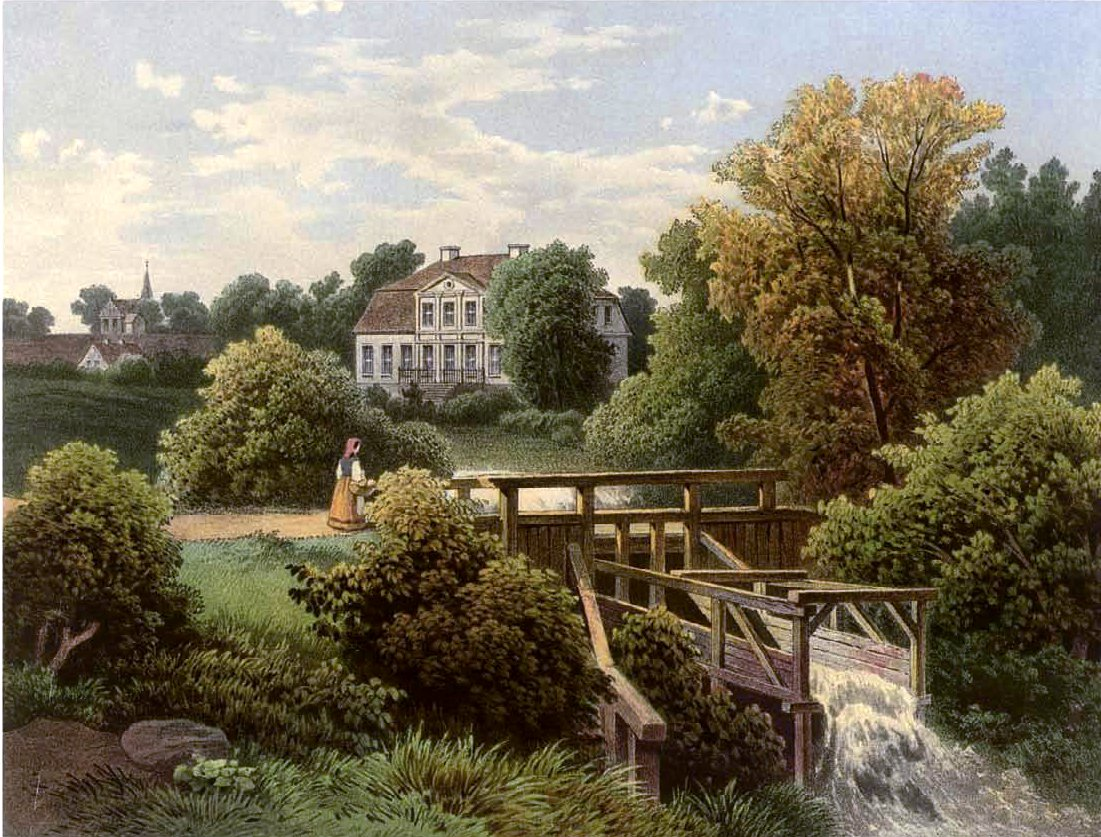
Manoir de Strachmin, collection Alexander Duncker.

Le lieu de Strachmin, dans le duché de Poméranie, est mentionné pour la première fois dans uns acte de 1301, lorsque le domaine a été acquis par le chapitre de la cathédrale de Kolberg. Pendant des siècles, il faisait partie de l'évêché de Cammin. 
En 1653, Strachmin est incorporé dans la province de Poméranie. Le manoir fut la propriété de la famille von Blanckenburg à partir de 1794. 
Faisant partie de la province de Poméranie jusqu'en 1945, la région fut conquise par l'Armée rouge à la fin de la Seconde Guerre mondiale puis rattachée à la république de Pologne. La population germanophone restante était expulsée.

## Personnalités
- Paul Anton von Kameke (1674–1717), ministre d'État et major général du royaume de Prusse.